# Manuel Mallo
Manuel Mallo (Río Tercero, Provincia de Córdoba, 28 de febrero de 1994) es un piloto argentino de automovilismo de velocidad. Inició su carrera deportiva en el año 2012, debutando en la Fórmula Renault Argentina, categoría de la que se consagró campeón en 2014. A fines de ese año, dio el salto a categorías de turismo, al debutar en el TC 2000. 
En 2015 inició su incursión dentro del Súper TC 2000, categoría que lo tuviera en 2016 como piloto oficial del Equipo Chevrolet YPF y con el cual compitió hasta el año 2018. Tras una pausa de un año, retornó a la actividad en el año 2020, dentro de la Clase 3 del Turismo Nacional, donde desde 2022 compite junto a su hermano menor Santiago y bajo la dirección de su padre Marcelo, llevando adelante su propio equipo familiar, el M3 Sport Race.

## Biografía
Inició su carrera deportiva debutando a los 15 años en categorías de karting, para luego debutar a nivel profesional en la Fórmula Renault Argentina en 2012. En 2013 compitió para el equipo Corsa Racing, propiedad de Carlos Javier Merlo, campeón de la especialidad en la temporada anterior. Al año siguiente, conquistó el campeonato de la especialidad compitiendo bajo el ala del equipo de Mariano Werner, con el que consiguió una gran cosecha al llevarse 8 triunfos en el año que avalarían su consagración. Este campeonato le abriría las puertas a su debut en categorías de turismo, haciendo su presentación en el TC 2000, durante esa misma temporada 2014 al comando de un Honda Civic IX del equipo Sportteam, reemplazando en la butaca a Martín Coulleri por dos competencias.
Tras su fugaz paso por el TC 2000, en 2015 debutó en el Súper TC 2000, categoría en la que se iniciaría compitiendo al comando de un Ford Focus III, primeramente de la mano del Lincoln Sport Group y unas carreras más tarde, pasando a la órbita del RAM Racing. Este año, Mallo también tendría una breve incursión en la categoría brasileña Porsche Supercup, debutando al comando de un Porche 911 GT3. Tras su primer año compitiendo en esta categoría, en 2016 fue anunciada su incorporación como piloto oficial del Equipo Chevrolet YPF, pasando a competir al comando de un Chevrolet Cruze I.

## Trayectoria
| Año     | Categoría                    | Equipo(s)             | Automóvil(es)      | Carreras | Victorias | Podios | Pole   | VR     | Puntos | Pos.   |
| ------- | ---------------------------- | --------------------- | ------------------ | -------- | --------- | ------ | ------ | ------ | ------ | ------ |
| 2012    | Fórmula Renault Argentina    | JLS Motorsport        | Tito 02-Renault    | 9        | 0         | 0      | 0      | 0      | 7      | 26.º   |
| 2013    | Fórmula Renault Argentina    | Corsa Racing          | Tito 02-Renault    | 14       | 0         | 5      | 0      | 0      | 65.5   | 5.º    |
| 2014    | Fórmula Renault Argentina    | Werner Basalto        | Tito 02-Renault    | 22       | 8         | 13     | 11     | 7      | 284    | 1.º    |
| 2014    | TC 2000                      | Sportteam             | Honda Civic IX     | 2        | 0         | 0      | 0      | 0      | 0      | Inv.   |
| 2015    | Súper TC 2000                | Lincoln Sport Group   | Ford Focus III     | 8        | 0         | 0      | 0      | 0      | 20     | 22.º   |
| 2015    | Súper TC 2000                | RAM Racing Factory    | Ford Focus III     | 4        | 0         | 1      | 0      | 0      | 20     | 22.º   |
| 2016    | Súper TC2000                 | Equipo Chevrolet YPF  | Chevrolet Cruze I  | 14       | 0         | 0      | 0      | 0      | 28     | 21.º   |
| 2017    | Súper TC2000                 | Equipo Chevrolet YPF  | Chevrolet Cruze II | 13       | 0         | 0      | 0      | 1      | 63     | 15.º   |
| 2017    | TC 2000                      | Escudería Fela by RAM | Ford Focus III     | 2        | 0         | 0      | 0      | 0      | 0      | Inv.   |
| 2018    | Súper TC2000                 | Equipo Chevrolet YPF  | Chevrolet Cruze II | 8        | 0         | 0      | 0      | 0      | 12     | 21.º   |
| 2018    | TC 2000                      | Escudería Fela by RAM | Ford Focus III     | 2        | 1         | 1      | 0      | 0      | 0      | Inv.   |
| 2020    | Clase 3 del Turismo Nacional | Nico Kern Racing Car  | Chevrolet Cruze II | 8        | 1         | 1      | 1      | 0      | 43     | 22.º   |
| 2021    | Clase 3 del Turismo Nacional | Nico Kern Racing Car  | Chevrolet Cruze II | 8        | 0         | 0      | 0      | 0      | 55     | 28.º   |
| 2022    | Clase 3 del Turismo Nacional | Nico Kern Racing Car  | Chevrolet Cruze II | 3        | 0         | 0      | 0      | 0      | 115.5  | 17.º   |
| 2022    | Clase 3 del Turismo Nacional | M3 Sport Race         | Chevrolet Cruze II | 9        | 0         | 2      | 0      | 0      | 115.5  | 17.º   |
| 2023    | Clase 3 del Turismo Nacional | M3 Sport Race         | Chevrolet Cruze II | 10       | 0         | 1      | 0      | 0      | 102    | 17.º   |
| 2024    | Clase 3 del Turismo Nacional | M3 Sport Race         | Chevrolet Cruze II | 12       | 0         | 0      | 0      | 0      | 96     | 22.º   |
| Fuente: | [ 10 ]                       | [ 10 ]                | [ 10 ]             | [ 10 ]   | [ 10 ]    | [ 10 ] | [ 10 ] | [ 10 ] | [ 10 ] | [ 10 ] |

## Palmarés
| Título  | Categoría                 | Automóvil         | Año  |
| ------- | ------------------------- | ----------------- | ---- |
| Campeón | Fórmula Renault Argentina | Tito 02 - Renault | 2014 |

## Resultados

### TC 2000
| Año  | Equipo                | Auto           | 1    | 2    | 3     | 4     | 5    | 6     | 7     | 8     | 9     | 10     | 11    | 12   | 13    | 14     | 15     | 16     | 17    | 18    | 19  | 20     | 21  | 22  | 23  | Res. | Puntos |
| ---- | --------------------- | -------------- | ---- | ---- | ----- | ----- | ---- | ----- | ----- | ----- | ----- | ------ | ----- | ---- | ----- | ------ | ------ | ------ | ----- | ----- | --- | ------ | --- | --- | --- | ---- | ------ |
| 2014 |                       |                | AG I | LP   | JUN   | MER   | BA I | PAR I | RC    | CON   | BA II | PAR II | AG II | GR   |       |        |        |        |       |       |     |        |     |     |     | -    | -      |
| 2014 | Sportteam Competición | Honda Civic IX |      |      |       |       |      |       |       |       |       | 12     | 9     |      |       |        |        |        |       |       |     |        |     |     |     | -    | -      |
| 2016 |                       |                | SMM  | SMM  | CON I | CON I | BA I | BA I  | SJO   | SJO   | LP    | LP     | CDU   | CDU  | BA II | BA II  | CON II | CON II | RAF   | RAF   | AG  | RC     | RC  | PAR | PAR | -    | -      |
| 2016 | Escudería Fela        | Ford Focus III |      |      |       |       |      |       |       |       |       |        |       |      |       |        |        |        |       |       | 9   |        |     |     |     | -    | -      |
| 2017 |                       |                | AG I | AG I | BA I  | BA I  | CDU  | CDU   | PAR I | PAR I | RC    | RC     | BA II | SL   | SL    | PAR II | PAR II | AG II  | SMM   | CON   | CON | BA III |     |     |     | -    | -      |
| 2017 | Escudería Fela        | Ford Focus III |      |      |       |       |      |       |       |       |       |        | 8     |      |       |        |        | Ret    |       |       |     |        |     |     |     | -    | -      |
| 2018 |                       |                | AG I | AG I | CDU   | CDU   | CON  | CON   | RC    | RC    | BA    | LP     | LP    | SL I | SL I  | AG II  | SMM    | SMM    | SL II | SL II | ROS | ROS    | PAR | PAR |     | -    | -      |
| 2018 | Escudería Fela        | Ford Focus III |      |      |       |       |      |       |       |       | 12    |        |       |      |       | 1      |        |        |       |       |     |        |     |     |     | -    | -      |

### Súper TC 2000
| Año  | Equipo              | Auto               | 1    | 2   | 3   | 4    | 5   | 6    | 7   | 8   | 9   | 10  | 11    | 12  | 13    | 14    | Res. | Puntos |
| ---- | ------------------- | ------------------ | ---- | --- | --- | ---- | --- | ---- | --- | --- | --- | --- | ----- | --- | ----- | ----- | ---- | ------ |
| 2015 |                     |                    | JUN  | ROS | OBE | TRH  | RAF | SL I | SFE | SFE | TOA | GR  | SMM   | AG  | SL II |       | 22°  | 20     |
| 2015 | Lincoln Sport Group | Ford Focus III     | NL   | 17  | Ret | Ret  | 14  | Ret  | NL  | 12  | 16  |     |       |     |       |       | 22°  | 20     |
| 2015 | Basalto RAM Racing  | Ford Focus III     |      |     |     |      |     |      |     |     |     | 20  | 16    | 3   | 18    |       | 22°  | 20     |
| 2016 |                     |                    | TRE  | ROS | SMM | AG I | TRH | OBE  | BA  | SFE | SFE | TOA | SJU   | GR  | GR    | AG II | 21°  | 28     |
| 2016 | YPF Chevrolet       | Chevrolet Cruze I  | 20   | 13  | 16  | 14   | 4   | 13   | 15† | Ret | 15  | 21  | Ret   | 17  | 21    | 22†   | 21°  | 28     |
| 2017 |                     |                    | BA I | PDF | SMM | ROS  | ROS | TRH  | RAF | OBE | SFE | SFE | BA II | SJU | GR    | AG    | 15°  | 63     |
| 2017 | YPF Chevrolet       | Chevrolet Cruze II | 20   | Ret | 8   | 12   | Ex. | 17   | 11  | Ret | 10  | 16  | 7     | 13  | 8     | 9     | 15°  | 63     |
| 2018 |                     |                    | BA I | ROS | ROS | SMM  | PDF | RAF  | SJU | OBE | SFE | SFE | TRH   | SNI | BA II | AG    | 21°  | 12     |
| 2018 | Chevrolet YPF       | Chevrolet Cruze II | Ret  | 13  | 17  | 5    | 15  | 16†  | 13  | 11  |     |     |       |     |       |       | 21°  | 12     |